# Samuel Schoenbaum

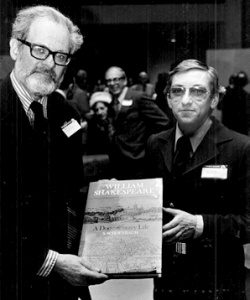
Samuel Schoenbaum (sulla sinistra)

Samuel Schoenbaum (New York, 6 marzo 1927 – Washington, 27 marzo 1996) è stato un saggista e biografo statunitense, tra i più eminenti studiosi della vita e dell'opera di Shakespeare.

## Biografia
Schoenbaum insegnò alla Northwestern University dal 1953 al 1975, e nei due anni successivi alla Università della Città di New York. Fu in seguito professore di studi rinascimentali alla Università del Maryland fino al 1993, dove fu direttore del centro studi rinascimentali e barocchi (1981-96), presidente della Shakespeare Association of America, vice presidente della International Shakespeare Association, e redattore del Journal Renaissance Drama.
Tra i suoi numerosi studi: Middleton's Tragedies (1955), Internal Evidence and Elizabethan Dramatic Authorship (1966), Shakespeare's Lives (1970), Shakespeare. Sulle tracce di una leggenda (Shakespeare: A Documentary Life, 1974), e William Shakespeare, Records and Images (1981). Negli ultimi anni soffrì di sclerosi multipla. Morì di cancro a Washington nel 1996.